# Nederlandse kampioenschappen veldrijden 2019
De Nederlandse kampioenschappen veldrijden 2019 werden verreden op zaterdag 12 en zondag 13 januari in Huijbergen, in de Noord-Brabantse gemeente Woensdrecht. Het was de vijfde keer dat de nationale kampioenschappen in Huijbergen plaatsvonden. Tijdens de kampioenschappen werd er gestreden in elf categorieën.

## Uitslagen

### Mannen elite
Mathieu van der Poel was titelverdediger bij de heren, nadat hij in de voorgaande vier jaren de titel had opgeëist. Hij was ook dit jaar de torenhoge favoriet, doordat hij bijna alle internationale veldritten in het seizoen 2018-2019 met grote voorsprong wist te winnen.
| Plaats                    | Naam                 | Tijd     |
| ------------------------- | -------------------- | -------- |
| Nederlandse kampioenstrui | Mathieu van der Poel | 1u07'20" |
| Zilver                    | Lars van der Haar    | + 44"    |
| Brons                     | Corné van Kessel     | + 1'53"  |
| 4                         | Joris Nieuwenhuis    | + 2'07"  |
| 5                         | Stan Godrie          | + 2'26"  |
| 6                         | Sieben Wouters       | + 3'12"  |
| 7                         | Gosse van der Meer   | + 5'31"  |
| 8                         | David van der Poel   | + 5'55"  |
| 9                         | Kelvin Bakx          | + 6'16"  |
| 10                        | Gert-Jan Bosman      | + 7'27"  |

### Vrouwen elite
Bij de vrouwen was Lucinda Brand titelverdedigster. Naast haar waren ook Europees kampioene Annemarie Worst, zesvoudig Nederlands kampioene Marianne Vos en seizoensrevelatie Denise Betsema de favorieten.
| Plaats                    | Naam               | Tijd    |
| ------------------------- | ------------------ | ------- |
| Nederlandse kampioenstrui | Lucinda Brand      | 43'35"  |
| Zilver                    | Marianne Vos       | + 10"   |
| Brons                     | Maud Kaptheijns    | + 23"   |
| 4                         | Denise Betsema     | + 1'10" |
| 5                         | Sophie de Boer     | + 2'04" |
| 6                         | Annemarie Worst    | + 2'53" |
| 7                         | Geerte Hoeke       | + 3'19" |
| 8                         | Lizzy Witlox       | + 5'00" |
| 9                         | Monique van de Ree | + 5'29" |
| 10                        | Veerle Goossens    | + 5'46" |

### Mannen beloften
De beloften reden mee in dezelfde wedstrijd als de mannen.
| Plaats                    | Naam                 | Tijd       |
| ------------------------- | -------------------- | ---------- |
| Nederlandse kampioenstrui | Ryan Kamp            | 1u03'23"   |
| Zilver                    | Roel van der Steegen | + 43"      |
| Brons                     | Kyle Agterberg       | + 1'16"    |
| 4                         | Maik van der Heijden | + 1'27"    |
| 5                         | Tim van Dijke        | + 1'30"    |
| 6                         | Mees Hendrikx        | + 2'33"    |
| 7                         | Bart Artz            | + 2'35"    |
| 8                         | Mart Muskens         | + 3'38"    |
| 9                         | Koen van Helvoirt    | - 2 rondes |
| 10                        | Martin Mijnten       | - 2 rondes |

### Vrouwen beloften
| Plaats                    | Naam                       | Tijd    |
| ------------------------- | -------------------------- | ------- |
| Nederlandse kampioenstrui | Ceylin del Carmen Alvarado | 44'55"  |
| Zilver                    | Fleur Nagengast            | + 14"   |
| Brons                     | Inge van der Heijden       | + 34"   |
| 4                         | Manon Bakker               | + 2'06" |
| 5                         | Yara Kastelijn             | + 2'35" |
| 6                         | Aniek van Alphen           | + 3'13" |
| 7                         | Susanne Meistrok           | + 4'24" |
| 8                         | Elodie Kuijper             | + 5'06" |
| 9                         | Esther van der Burg        | + 5'56" |
| 10                        | Hanna van Boven            | + 6'51" |

### Jongens junioren
| Plaats                    | Naam               | Tijd    |
| ------------------------- | ------------------ | ------- |
| Nederlandse kampioenstrui | Pim Ronhaar        | 41'05"  |
| Zilver                    | Lars Boven         | + 17"   |
| Brons                     | Salvador Alvarado  | + 17"   |
| 4                         | Hugo Kars          | + 36"   |
| 5                         | Noah Vreeswijk     | + 41"   |
| 6                         | Luuk Verburg       | + 1'50" |
| 7                         | Pete Uptegrove     | + 1'51" |
| 8                         | Joppe de Heij      | + 2'15" |
| 9                         | Twan van der Drift | + 2'17" |
| 10                        | Quinten Buijs      | + 2'22" |

### Meisjes junioren
| Plaats                    | Naam               | Tijd    |
| ------------------------- | ------------------ | ------- |
| Nederlandse kampioenstrui | Puck Pieterse      | 45'36"  |
| Zilver                    | Shirin van Anrooij | + 2'03" |
| Brons                     | Sofie van Rooijen  | + 3'21" |
| 4                         | Femke Gerritse     | + 3'59" |
| 5                         | Ilse Pluimers      | + 4'56" |
| 6                         | Larissa Hartog     | + 5'38" |
| 7                         | Lisa van Helvoirt  | + 6'30" |
| 8                         | Lisa Dorussen      | + 6'59" |
| 9                         | Danielle Quint     | + 7'40" |
| 10                        | Fleur van der Peet | + 8'56" |

### Jongens nieuwelingen
| Plaats                    | Naam               | Tijd    |
| ------------------------- | ------------------ | ------- |
| Nederlandse kampioenstrui | Joost Brinkman     | 31'44"  |
| Zilver                    | Lucas Janssen      | + 22"   |
| Brons                     | Bailey Groenendaal | + 26"   |
| 4                         | Danny van Lierop   | + 1'32" |
| 5                         | Tibor del Grosso   | + 1'46" |
| 6                         | Jesse Kramer       | + 1'46" |
| 7                         | Bjorn Koster       | + 1'50" |
| 8                         | Menno Huising      | + 2'09" |
| 9                         | Jordi van Heijst   | + 2'25" |
| 10                        | Marvin Peters      | + 2'31" |

### Meisjes nieuwelingen
| Plaats                    | Naam                | Tijd    |
| ------------------------- | ------------------- | ------- |
| Nederlandse kampioenstrui | Leonie Bentveld     | 34'45"  |
| Zilver                    | Mirre Knaven        | + 19"   |
| Brons                     | Senne Knaven        | + 1'01" |
| 4                         | Isa Nomden          | + 1'48" |
| 5                         | Britt Kerste        | + 2'02" |
| 6                         | Julia Kopecký       | + 2'05" |
| 7                         | Bibi Verzijl        | + 2'39" |
| 8                         | Luna Cnossen        | + 3'01" |
| 9                         | Britt de Grave      | + 3'30" |
| 10                        | Annemoon van Dienst | + 3'41" |

Kampioenschappen:  Wereldkampioenschappen ·
 Europese kampioenschappen ·
 Belgische kampioenschappen ·
 Nederlandse kampioenschappen
Klassementen:  Wereldbeker ·
 Superprestige ·
 DVV Verzekeringen/IJsboerke Trofee ·
 EKZ CrossTour ·
 TOI TOI Cup ·
 Coupe de France ·
 New England Series ·
 Copa de España
Overig:  Brico Cross ·
 Soudal Classics
Geen UCI-cat.:  Giro d'Italia Ciclocross
1963 · 
1964 · 
1965 · 
1966 · 
1967 · 
1968 · 
1969 · 
1970 · 
1971 · 
1972 · 
1973 · 
1974 · 
1975 · 
1976 · 
1977 · 
1978 · 
1979 · 
1980 · 
1981 · 
1982 · 
1983 · 
1984 · 
1985 · 
1986 · 
1987 · 
1988 · 
1989 · 
1990 · 
1991 · 
1992 · 
1993 · 
1994 · 
1995 · 
1996 · 
1997 · 
1998 · 
1999 · 
2000 · 
2001 · 
2002 · 
2003 · 
2004 · 
2005 · 
2006 · 
2007 · 
2008 · 
2009 · 
2010 ·
2011 ·
2012 ·
2013 ·
2014 ·
2015 ·
2016 ·
2017 ·
2018 ·
2019 ·
2020 ·
2021 ·
2022 ·
2023 · 2024 · 2025